# نو داوت
نو داوت (به انگلیسی: No Doubt) یک گروه راک آمریکایی است. گوئن استفانی خوانندگی گروه را بر عهده دارد. از معروفترین آلبوم‌های آنان پادشاهی تراژیک است که در ۱۹۹۵ منتشر شد. از مشهورترین ترانه‌هایشان نیز می‌توان به «حرف نزن» اشاره کرد.